# Планетариум на ВВМУ „Н. Й. Вапцаров“
Планетариумът на Висшето военноморско училище „Н.Й.Вапцаров“ (ВВМУ) е най-големият на Балканския полуостров и е една от най-впечатляващите забележителности на град Варна. Проекционният апарат е произведен от фирмата „Карл Цайс“ – Йена / Германия.
Строителството на Планетариума започва през 1982 година. Сградата има много интересна архитектура, която отговаря на изискванията за звездна зала с проекционна апаратура. На първия етаж се намира музейна експозиция, представяща историята на ВВМУ. На втория етаж е разположена звездната зала.
Първото представление в звездната зала е на 12 април 1985 г. Първият директор на Планетариума е капитан Димитър Симеонов. В звездната зала се провежда обучението по дисциплината „Астронавигация“ в катедра „Корабоводене“ на ВВМУ, в рамките на която курсанти и студенти изучават звездите като главни обекти за наблюдение при определяне мястото на кораб.
Звездната зала на Планетариума е с диаметър 18 метра. В залата са монтирани 120 въртящи се стола, които позволяват наблюдение на звездното небе във всички посоки. В залата е монтиран проекционен проектор за космически полети от типа RFP DP, който пресъздава точно звездното небе и фигурите на съзвездията.
С негова помощ могат да се проследят върху небесната сфера денонощното и годишното движение на Слънцето, на Луната и на планетите. Проекционният апарат се върти около четири оси и това позволява да се демонстрират основните елементи на небесната сфера и да се решават астро-навигационни задачи.
Планетариумът има възможност да покаже пътуване до южния полюс и да се разгледат звездите и съзвездията от южното небе. В звездната зала може да се демонстрират пътувания в Космоса, да се разгледа Слънчевата система от милиони километри, да се разгледат четирите Галилееви спътници, обикалящи около Юпитер. Специална видео и звукова апаратура създават визуален и акустичен комфорт в звездната зала.
Панорамната демонстрация на звездното небе върху полу-сферичния екран създава пълна илюзия за наблюдаване на истинско звездно небе, което може да се вижда само в ясна безлунна нощ, далече от светлините на градовете. Специална проекционна панорама създава илюзията, че сме в центъра на Варненския залив. Тя е създадена по оригинални фотографии на Варненския залив, направени през 1985 година от капитан Симеонов. По време на звездните представления лунната проекционна панорама пресъздава повърхността на Луната. Третата проекционна панорама създава картината на южния полюс.
Продължителността на всяка звездна демонстрационна програма е 40 минути, като се ползват езиците български, английски, немски, френски, руски, румънски, шведски и финландски.
В Планетариума се провежда обучение по физика и астрономия на ученици от първи до дванадесети клас.
Планетариумът се използва активно от Студентското Астрономическо общество и от Студентското Космическо Общество на ВВМУ.
Върху външната стена на звездната зала има уникален, много красив стенопис. Негов автор е художникът Даниел Божков. Стенописът представя по изключително красив начин еволюцията на живота на Земята. Коментар в началото на работата му гласи: „Искам това да бъде една сага за живота върху Земята – от първата клетка до втурването му в Космоса! Земята е оазис всред една невъобразимо голяма звездна пустиня. В него главният актьор е Човекът. Ще изключа Човека. Ще изключа човешки фигури! Ще оставя само Човешкия дух!” Звездното небе чрез фигурите на съзвездията също са част от стенописа. Те леко прозират зад кадифето на звездното небе.
Над вратата на Планетариума е нарисувана хелиоцентричната система на Коперник – един от върховете в астрономическите познания на човечеството.
- Стенопис 3
- Стенопис 2
- Стенопис 1

Планетариумът е отворен за посещения от граждани и туристически групи за звездни демонстрации, учебни лекции, конференции и културни проекти.